# Cristiano Dal Sasso
Cristiano Dal Sasso, née le 12 septembre 1965 à Monza, en Italie, est un paléontologue italien. Il est connu pour avoir participé à la description d'un certain nombres de sauropsides notables tels que l'Ichthyosaure Besanosaurus et les dinosaures théropodes Scipionyx et Saltriovenator.

## Biographie et trouvailles
Cristiano Dal Sasso né à Monza, en Italie et travaille depuis 1991 pour le Museo Civico di Storia Naturale de Milan, où il est conservateur des reptiles et d'oiseaux fossiles. Il fut le coordinateur technique des fouilles menée dans la ville de Besano, qui ont mis au jour le squelette complet d'un reptile marin datant du Trias moyen et de l'ordre des Ichthyosaures, Besanosaurus, publié en 1996 avec son collègue Giovanni Pinna (d).
En 1998, Dal Sasso décrit avec son collègue Marco Signore Scipionyx, le premier dinosaure découvert en Italie, à Pietraroja, dont la description parait dans la revue scientifique Nature. Ce théropode de petite taille, dont l'unique spécimen connu est surnommé « Ciro », généra une certaine popularité en raison de la préservation unique de vastes zones de tissus mous pétrifiés et d'organes internes tels que comme les muscles et les intestins. Le fossile en montre de nombreux détails, même la structure interne de certaines cellules musculaires et osseuses.
En 2018, Dal Sasso, Simone Maganuco et Andrea Cau (en)  décrivent Saltriovenator, considéré comme le plus ancien cératosaurien connu et le plus grand théropode datant du Jurassique inférieur, découvert en 1996 dans une carrière de Saltrio, au nord de l'Italie.